# Rapala cismona
Rapala cismona är en fjärilsart som beskrevs av Hans Fruhstorfer. Rapala cismona ingår i släktet Rapala och familjen juvelvingar. Inga underarter finns listade.